# Liga de Campeones de voleibol femenino 2021-22
La Liga de Campeones de voleibol femenino 2021-22 fue la 62.ª edición de la historia de la máxima competición femenina organizada por la CEV. Se disputó entre el 21 de septiembre de 2021 y el 22 de mayo de 2022. El ganador fue el Vakıfbank S.K. turco, tras vencer en la final al Imoco Volley Conegliano de Italia, alcanzando así su quinto título en la competencia.

## Equipos participantes
| País     | Plazas | Equipos                   | Notas |
| -------- | ------ | ------------------------- | ----- |
| Italia   | 3      | Imoco Conegliano          |       |
| Italia   | 3      | Vero Volley Monza         |       |
| Italia   | 3      | Igor Gorgonzola Novara    |       |
| Rusia    | 3      | Lokomotiv Kaliningrado    |       |
| Rusia    | 3      | Dinamo Moscú              |       |
| Rusia    | 3      | Dinamo Kazán              |       |
| Turquía  | 3      | Vakıfbank Estambul        |       |
| Turquía  | 3      | Fenerbahçe Estambul       |       |
| Turquía  | 3      | THY Estambul              |       |
| Polonia  | 2      | Chemik Police             |       |
| Polonia  | 2      | Developres SkyRes Rzeszów |       |
| Francia  | 2      | ASPTT Mulhouse            |       |
| Francia  | 2      | Béziers Volley            |       |
| Alemania | 1      | Dresdner SC               |       |

| País               | Plazas | Equipos                   | Notas |
| ------------------ | ------ | ------------------------- | ----- |
| Bulgaria           | 1      | Mariza Plowdiw            |       |
| España             | 1      | CV Gran Canaria           |       |
| Finlandia          | 1      | LP Salo                   |       |
| República Checa    | 1      | VK Dukla Liberec          |       |
| Hungría            | 1      | Fatum Nyíregyháza         |       |
| Bielorrusia        | 1      | Minchanka Minsk           |       |
| Eslovenia          | 1      | Calcit Kamnik             |       |
| Suiza              | 1      | Viteos Neuchâtel UC       |       |
| Bosnia-Herzegovina | 1      | ŽOK Bimal Jedinstvo Brčko |       |
| Ucrania            | 1      | SC Prometey Dnipro        |       |
| Serbia             | 1      | ŽOK Ub                    |       |
| Croacia            | 1      | Mladost Zagreb            |       |
| Bélgica            | 1      | Asterix Avo               |       |
| Grecia             | 1      | Olympiacos                |       |

## Modo de disputa
Tras una fase de clasificación que otorgó dos pases a la ronda final entre diez equipos, los 20 equipos de la fase final se dividieron mediante sorteo en cinco zonas. El ganador de cada zona y los tres mejores segundos avanzaron a los cuartos de final. Los partidos otorgaron 3 puntos al ganador en caso de victoria por 3-0 o 3-1, y 2 puntos al ganador y uno al perdedor en caso de victoria en tie-break (3-2). En caso de igualdad de puntos, se utilizó la siguiente fórmula de desempate: 1- partidos ganados 2- Cociente entre sets jugados y sets ganados 3- cociente entre puntos jugados y ganados 4- enfrentamiento directo entre los equipos.
En los partidos de eliminación directa se utilizó el método del golden set ("set de oro") para definir el paso a la siguiente ronda. Este indica que si dos equipos están empatados en puntos tras sus partidos de ida y vuelta, deben jugar un set extra a 15 puntos en este último partido.
Tras la Invasión rusa de Ucrania a finales de febrero de 2022, la CEV decidió remover a todos los clubes rusos de la competencia, por lo que el Imoco Conegliano (que debía enfrentar al ganador del Dinamo Moscú - AK Bars Kazan en semifinales) avanzó directamente a la final, mientras que al Fenerbahce se le dio por ganado su encuentro de cuartos de final contra el Lokomotiv de Kaliningrado.

## Resultados

### Primera ronda / Clasificación
| # | Fecha                    | Partido         | Partido   | Partido         | Sets | Sets | Sets | Sets | Sets | Reporte |
| # | Fecha                    |                 | Resultado |                 | 1    | 2    | 3    | 4    | 5    | Reporte |
| - | ------------------------ | --------------- | --------- | --------------- | ---- | ---- | ---- | ---- | ---- | ------- |
| 1 | 22 de septiembre de 2021 | CV Gran Canaria | –         | Mladost Zagreb  | -    | -    | -    | -    | -    |         |
| 1 | 30 de septiembre de 2021 | Mladost Zagreb  | –         | CV Gran Canaria | -    | -    | -    | -    |      |         |

| # | Fecha                    | Partido     | Partido   | Partido     | Sets  | Sets  | Sets  | Sets  | Sets | Reporte |
| # | Fecha                    |             | Resultado |             | 1     | 2     | 3     | 4     | 5    | Reporte |
| - | ------------------------ | ----------- | --------- | ----------- | ----- | ----- | ----- | ----- | ---- | ------- |
| 2 | 21 de septiembre de 2021 | Olympiacos  | 3–1       | Asterix Avo | 21-25 | 25-18 | 25-21 | 25-23 |      |         |
| 2 | 28 de septiembre de 2021 | Asterix Avo | –         | Olympiacos  | -     | -     | -     | -     |      |         |

### Fase de grupos

#### Grupo A
| Pos. | Equipo                | Pts | Partidos | Partidos | Partidos | Sets | Sets | Sets  | Puntos | Puntos | Puntos |
| Pos. | Equipo                | Pts | PJ       | PG       | PP       | SG   | SP   | SR    | PG     | PP     | PR     |
| ---- | --------------------- | --- | -------- | -------- | -------- | ---- | ---- | ----- | ------ | ------ | ------ |
| 1.º  | Developres Rzeszów    | 13  | 6        | 5        | 1        | 15   | 8    | 1.875 | 521    | 467    | 1.116  |
| 2.º  | Lokomotiv Kaliningrad | 13  | 6        | 4        | 2        | 15   | 7    | 2.143 | 515    | 472    | 1.091  |
| 3.º  | Dresdner SC           | 9   | 6        | 3        | 3        | 11   | 13   | .846  | 500    | 532    | .940   |
| 4.º  | SC Prometey Dnipro    | 1   | 6        | 0        | 6        | 5    | 18   | .278  | 476    | 541    | .880   |

|  | Avanza a play-offs |

| 23/11/2021 18:00 | Developres Rzeszów | 3 - 2                                        | Dresdner SC | RCWS Podpromie, Rzeszów               |                                       |
|                  |                    | ( 25-10, 19-25, 25-15, 22-25, 15-9 ) Reporte |             | Árbitro(s): Igor Schimpl László Adler | Árbitro(s): Igor Schimpl László Adler |

| 23/11/2021 19:00 | Lokomotiv Kaliningrad | 3 - 0                           | SC Prometey Dnipro | Palacio de deportes "Uruchje", Minsk            |                                                 |
|                  |                       | ( 25-21, 25-19, 25-23 ) Reporte |                    | Árbitro(s): Sonja Simonovska Vladimir Simonovic | Árbitro(s): Sonja Simonovska Vladimir Simonovic |

| 07/12/2021 19:00 | SC Prometey Dnipro | 1 - 3                                  | Developres Rzeszów | Palacio Yunost, Zaporiyia                  |                                            |
|                  |                    | ( 20-25, 14-25, 25-21, 17-25 ) Reporte |                    | Árbitro(s): Vlastimil Kovar Milan Rajkovic | Árbitro(s): Vlastimil Kovar Milan Rajkovic |

| 08/12/2021 19:00 | Dresdner SC | 0 - 3                           | Lokomotiv Kaliningrad | Margon Arena, Dresden                     |                                           |
|                  |             | ( 20-25, 17-25, 19-25 ) Reporte |                       | Árbitro(s): Michail Koutsoulas Wim Cambré | Árbitro(s): Michail Koutsoulas Wim Cambré |

| 21/12/2021 18:00 | Developres Rzeszów | 3 - 2                                         | Lokomotiv Kaliningrad | RCWS Podpromie, Rzeszów                 |                                         |
|                  |                    | ( 25-17, 22-25, 25-21, 17-25, 16-14 ) Reporte |                       | Árbitro(s): Fabrice Collados Bruno Muha | Árbitro(s): Fabrice Collados Bruno Muha |

| 22/12/2021 19:00 | SC Prometey Dnipro | 2 - 3                                         | Dresdner SC | Palacio Yunost, Zaporiyia                |                                          |
|                  |                    | ( 25-16, 16-25, 25-16, 14-25, 15-17 ) Reporte |             | Árbitro(s): Sinisa Ovuka Risto Strandson | Árbitro(s): Sinisa Ovuka Risto Strandson |

| 18/01/2022 18:00 | Developres Rzeszów | 3 - 0                           | SC Prometey Dnipro | RCWS Podpromie, Rzeszów                  |                                          |
|                  |                    | ( 25-22, 25-23, 25-17 ) Reporte |                    | Árbitro(s): Blaz Markelj Vlastimil Kovar | Árbitro(s): Blaz Markelj Vlastimil Kovar |

| 18/01/2022 19:00 | Lokomotiv Kaliningrad | 1 - 3                                    | Dresdner SC | Yantarny, Kaliningrado                  |                                         |
|                  |                       | ( (25-21, 20-25, 22-25, 22-25) ) Reporte |             | Árbitro(s): Roy BENSIMON Stefano CESARE | Árbitro(s): Roy BENSIMON Stefano CESARE |

| 02/02/2022 19:00 | Dresdner SC | 0 - 3                           | Developres Rzeszów | Margon Arena, Dresden                                         |                                                               |
|                  |             | ( 19-25, 22-25, 24-26 ) Reporte |                    | Árbitro(s): Bogdan Laurentiu STOICA Marie-Catherine BOULANGER | Árbitro(s): Bogdan Laurentiu STOICA Marie-Catherine BOULANGER |

| 03/02/2022 19:00 | SC Prometey Dnipro | 1 - 3                                  | Lokomotiv Kaliningrad | Burhan Felek Voleybol Salonu, Estambul       |                                              |
|                  |                    | ( 18-25, 25-27, 25-19, 21-25 ) Reporte |                       | Árbitro(s): Helena Geldof Ozan Cagi Sarikaya | Árbitro(s): Helena Geldof Ozan Cagi Sarikaya |

| 15/02/2022 19:00 | Lokomotiv Kaliningrad | 3 - 0                           | Developres Rzeszów | Yantarny, Kaliningrado                       |                                              |
|                  |                       | ( 28-26, 25-19, 25-18 ) Reporte |                    | Árbitro(s): Stanislava Simic Maxim Berdnikov | Árbitro(s): Stanislava Simic Maxim Berdnikov |

| 15/02/2022 19:00 | Dresdner SC | 3 - 1                                  | SC Prometey Dnipro | Margon Arena, Dresden                             |                                                   |
|                  |             | ( 25-22, 25-27, 25-23, 25-19 ) Reporte |                    | Árbitro(s): Ivaylo Ivanov David Fernandez Fuentes | Árbitro(s): Ivaylo Ivanov David Fernandez Fuentes |

#### Grupo B
| Pos. | Equipo         | Pts | Partidos | Partidos | Partidos | Sets | Sets | Sets  | Puntos | Puntos | Puntos |
| Pos. | Equipo         | Pts | PJ       | PG       | PP       | SG   | SP   | SR    | PG     | PP     | PR     |
| ---- | -------------- | --- | -------- | -------- | -------- | ---- | ---- | ----- | ------ | ------ | ------ |
| 1.º  | VakifBank      | 18  | 6        | 6        | 0        | 18   | 2    | 9.000 | 494    | 353    | 1.399  |
| 2.º  | Vero Volley    | 12  | 6        | 4        | 2        | 14   | 6    | 2.333 | 456    | 408    | 1.118  |
| 3.º  | ASPTT Mulhouse | 3   | 6        | 1        | 5        | 4    | 16   | .250  | 402    | 469    | .857   |
| 4.º  | LP Salo        | 3   | 6        | 1        | 5        | 4    | 16   | .250  | 368    | 490    | .751   |

|  | Avanza a play-offs |

| 23/11/2021 19:00 | ASPTT Mulhouse VB | 3 - 1                                  | LP Salo | Palais des sports, Mulhouse                   |                                               |
|                  |                   | ( 23-25, 25-14, 25-14, 25-19 ) Reporte |         | Árbitro(s): Ricardo Ferreira Pawel Burkiewicz | Árbitro(s): Ricardo Ferreira Pawel Burkiewicz |

| 24/11/2021 19:00 | Vakifbank | 3 - 1                                  | Vero Volley Monza | Vakifbank Spor Sarayi, Estambul                       |                                                       |
|                  |           | ( 23-25, 25-23, 25-16, 25-21 ) Reporte |                   | Árbitro(s): Lucian-Vasile Nastase Aleksander Sikanjic | Árbitro(s): Lucian-Vasile Nastase Aleksander Sikanjic |

| 08/12/2021 19:30 | Vero Volley Monza | 3 - 0                           | ASPTT Mulhouse VB | Arena di Monza, Monza                      |                                            |
|                  |                   | ( 25-20, 25-17, 25-12 ) Reporte |                   | Árbitro(s): Dobromir Dobrev Sanja Miklosic | Árbitro(s): Dobromir Dobrev Sanja Miklosic |

| 09/12/2021 19:00 | LP Salo | 0 - 3                           | Vakifbank | Salohalli, salo                   |                                   |
|                  |         | ( 14-25, 11-25, 17-25 ) Reporte |           | Árbitro(s): Koen Luts Jan Krticka | Árbitro(s): Koen Luts Jan Krticka |

| 21/12/2021 19:00 | Vero Volley Monza | 3 - 0                           | LP Salo | Arena di Monza, Monza                                    |                                                          |
|                  |                   | ( 25-13, 25-23, 25-14 ) Reporte |         | Árbitro(s): Aleksandar Petrovic Paul Catalin Szabo-Alexi | Árbitro(s): Aleksandar Petrovic Paul Catalin Szabo-Alexi |

| 22/12/2021 19:00 | ASPTT Mulhouse VB | 0 - 3                           | Vakifbank | Palais des sports, Mulhouse                     |                                                 |
|                  |                   | ( 19-25, 19-25, 17-25 ) Reporte |           | Árbitro(s): Salvis kurtiss Alexandros mylonakis | Árbitro(s): Salvis kurtiss Alexandros mylonakis |

| 19/01/2022 19:30 | ASPTT Mulhouse VB | 0 - 3                           | Vero Volley Monza | Palais des sports, Mulhouse                 |                                             |
|                  |                   | ( 18-25, 22-25, 18-25 ) Reporte |                   | Árbitro(s): Zsolt Mezöffy Wojciech Maroszek | Árbitro(s): Zsolt Mezöffy Wojciech Maroszek |

| 20/01/2022 19:00 | Vakifbank istanbul | 3 - 0                          | Lp salo | Vakifbank Spor Sarayi, Estambul               |                                               |
|                  |                    | ( 25-9, 25-21, 25-20 ) Reporte |         | Árbitro(s): Evgeny Makshanov Eldar Zulfugarov | Árbitro(s): Evgeny Makshanov Eldar Zulfugarov |

| 03/02/2022 19:00 | Vero volley monza | 1 - 3                                  | Vakifbank istanbul | Arena di Monza, Monza                         |                                               |
|                  |                   | ( 25-21, 17-25, 17-25, 12-25 ) Reporte |                    | Árbitro(s): Jörg Kellenberger Vlastimil Kovar | Árbitro(s): Jörg Kellenberger Vlastimil Kovar |

| 03/02/2022 19:00 | LP Salo | 3 - 1                                  | ASPTT Mulhouse VB | Salohalli, Salo                           |                                           |
|                  |         | ( 25-19, 25-21, 18-25, 29-27 ) Reporte |                   | Árbitro(s): Juraj Mokry Maciej Twardowski | Árbitro(s): Juraj Mokry Maciej Twardowski |

| 15/02/2022 17:00 | Vakifbank | 3 - 0                           | ASPTT Mulhouse VB | Vakifbank Spor Sarayi, Estambul                |                                                |
|                  |           | ( 25-11, 25-18, 25-21 ) Reporte |                   | Árbitro(s): Wojciech Maroszek Sonja Simonovska | Árbitro(s): Wojciech Maroszek Sonja Simonovska |

| 15/02/2022 18:00 | LP Salo | 0 - 3                           | Vero Volley Monza | Salohalli, Salo                                   |                                                   |
|                  |         | ( 21-25, 13-25, 23-25 ) Reporte |                   | Árbitro(s): Alexander Ryabtsov Konstantin Yovchev | Árbitro(s): Alexander Ryabtsov Konstantin Yovchev |

#### Grupo C
| Pos. | Equipo                 | Pts | Partidos | Partidos | Partidos | Sets | Sets | Sets  | Puntos | Puntos | Puntos |
| Pos. | Equipo                 | Pts | PJ       | PG       | PP       | SG   | SP   | SR    | PG     | PP     | PR     |
| ---- | ---------------------- | --- | -------- | -------- | -------- | ---- | ---- | ----- | ------ | ------ | ------ |
| 1.º  | Dinamo Moscú           | 13  | 6        | 5        | 1        | 15   | 7    | 2.143 | 489    | 459    | 1.065  |
| 2.º  | Igor Gorgonzola Novara | 12  | 6        | 4        | 2        | 13   | 6    | 2.167 | 449    | 392    | 1.145  |
| 3.º  | THY Estambul           | 10  | 6        | 3        | 3        | 13   | 12   | 1.083 | 543    | 515    | 1.054  |
| 4.º  | VK Dukla               | 1   | 6        | 0        | 6        | 2    | 18   | .111  | 364    | 479    | .760   |

|  | Avanza a play-offs |

| 23/11/2021 19:00 | Dinamo Moscú | 3 - 0                           | Vk Dukla Liberec | Dynamo Volleyball Arena, Moscú              |                                             |
|                  |              | ( 25-19, 25-19, 25-20 ) Reporte |                  | Árbitro(s): Eldar Zulfugarov Mirko Jankovic | Árbitro(s): Eldar Zulfugarov Mirko Jankovic |

| 25/11/2021 20:00 | Igor Gorgonzola Novara | 3 - 0                           | Thy Istanbul | Pala Igor Gorgonzola, Novara                        |                                                     |
|                  |                        | ( 25-21, 25-22, 26-24 ) Reporte |              | Árbitro(s): Vitor Alexandre Goncalves Ivaylo Ivanov | Árbitro(s): Vitor Alexandre Goncalves Ivaylo Ivanov |

| 07/12/2021 20:00 | Vk Dukla Liberec | 0 - 3                           | Igor Gorgonzola Novara | Dukla, Liberec                                     |                                                    |
|                  |                  | ( 11-25, 16-25, 19-25 ) Reporte |                        | Árbitro(s): Ari Jokelainen Bogdan Laurentiu Stoica | Árbitro(s): Ari Jokelainen Bogdan Laurentiu Stoica |

| 08/12/2021 18:00 | Thy Istanbul | 2 - 3                                        | Dinamo Moscú | Burhan Felek Voleybol Salonu, Estambul   |                                          |
|                  |              | ( 23-25, 25-16, 17-25, 25-19, 9-15 ) Reporte |              | Árbitro(s): Olivier Guillet Igor Schimpl | Árbitro(s): Olivier Guillet Igor Schimpl |

| 21/12/2021 18:00 | Thy Istanbul | 3 - 0                           | Vk Dukla Liberec | Burhan Felek Voleybol Salonu, Estambul   |                                          |
|                  |              | ( 25-18, 25-15, 25-22 ) Reporte |                  | Árbitro(s): Mykhaylo Medvid Roy Bensimon | Árbitro(s): Mykhaylo Medvid Roy Bensimon |

| 23/12/2021 19:00 | Dinamo Moscú | 0 - 3                           | Igor Gorgonzola Novara | Sports Palace Dinamo, Moscú            |                                        |
|                  |              | ( 20-25, 21-25, 23-25 ) Reporte |                        | Árbitro(s): Roy Goren Stanislava Simic | Árbitro(s): Roy Goren Stanislava Simic |

| 19/01/2022 19:00 | Dinamo Moscú | 3 - 2                                         | Thy Istanbul | Dynamo Volleyball Arena, Moscú      |                                     |
|                  |              | ( 16-25, 26-24, 25-19, 18-25, 15-13 ) Reporte |              | Árbitro(s): Wim Cambré Sinisa Ovuka | Árbitro(s): Wim Cambré Sinisa Ovuka |

| 20/01/2022 20:00 | Igor Gorgonzola Novara | 3 - 0                           | VK Dukla Liberec | Pala Igor Gorgonzola, Novara              |                                           |
|                  |                        | ( 25-12, 25-23, 25-13 ) Reporte |                  | Árbitro(s): Blaz Markelj Fabrice Collados | Árbitro(s): Blaz Markelj Fabrice Collados |

| 02/02/2022 18:00 | Thy Istanbul | 3 - 1                                  | Igor Gorgonzola Novara | Burhan Felek Voleybol Salonu, Estambul    |                                           |
|                  |              | ( 25-21, 17-25, 25-23, 25-16 ) Reporte |                        | Árbitro(s): Ksenija Jurkovic Nurper Ozbar | Árbitro(s): Ksenija Jurkovic Nurper Ozbar |

| 13/02/2022 18:00 | VK Dukla Liberec | 0 - 3                           | Dinamo Moscú | Dukla, Liberec                               |                                              |
|                  |                  | ( 13-25, 22-25, 23-25 ) Reporte |              | Árbitro(s): Tibor Halász Aleksandar Vinaliev | Árbitro(s): Tibor Halász Aleksandar Vinaliev |

| 15/02/2022 20:00 | VK Dukla Liberec | 2 - 3                                         | Thy Istanbul | Dukla, Liberec                              |                                             |
|                  |                  | ( 25-23, 25-16, 16-25, 23-25, 10-15 ) Reporte |              | Árbitro(s): Sanja Miklosic Ricardo Ferreira | Árbitro(s): Sanja Miklosic Ricardo Ferreira |

| 15/02/2022 21:00 | Igor Gorgonzola Novara | 0 - 3                           | Dinamo Moscú | Pala Igor Gorgonzola, Novara          |                                       |
|                  |                        | ( 19-25, 22-25, 22-25 ) Reporte |              | Árbitro(s): Bruno Muha Chantal Kaiser | Árbitro(s): Bruno Muha Chantal Kaiser |

#### Grupo D
| Pos. | Equipo               | Pts | Partidos | Partidos | Partidos | Sets | Sets | Sets  | Puntos | Puntos | Puntos |
| Pos. | Equipo               | Pts | PJ       | PG       | PP       | SG   | SP   | SR    | PG     | PP     | PR     |
| ---- | -------------------- | --- | -------- | -------- | -------- | ---- | ---- | ----- | ------ | ------ | ------ |
| 1.º  | Fenerbahçe Opet      | 17  | 6        | 6        | 0        | 18   | 3    | 6.000 | 498    | 385    | 1.294  |
| 2.º  | Dinamo-AK Bars Kazan | 13  | 6        | 4        | 2        | 14   | 7    | 2.000 | 478    | 415    | 1.152  |
| 3.º  | Béziers Volley       | 5   | 6        | 2        | 4        | 7    | 14   | .500  | 421    | 486    | .866   |
| 4.º  | VC Maritza Plovdiv   | 1   | 6        | 0        | 6        | 3    | 18   | .167  | 392    | 503    | .779   |

|  | Avanza a play-offs |

| 24/11/2021 20:00 | Beziers Volley | 3 - 0                           | Vc Maritza Plovdiv | Narbonne Arena, Narbonne                        |                                                 |
|                  |                | ( 25-21, 25-20, 25-16 ) Reporte |                    | Árbitro(s): Maciej Twardowski Daniele Rapisarda | Árbitro(s): Maciej Twardowski Daniele Rapisarda |

| 25/11/2021 19:00 | Fenerbahçe Opet Estambul | 3 - 2                                        | Dinamo-Ak Bars Kazan | Burhan Felek Voleybol Salonu, Estambul      |                                             |
|                  |                          | ( 15-25, 22-25, 25-17, 25-21, 15-7 ) Reporte |                      | Árbitro(s): Simone Santi Michail Koutsoulas | Árbitro(s): Simone Santi Michail Koutsoulas |

| 07/12/2021 19:00 | Dinamo-Ak Bars Kazan | 3 - 1                                  | Beziers Volley | Saint Petersburg, Kazan                        |                                                |
|                  |                      | ( 22-25, 25-23, 25-18, 25-17 ) Reporte |                | Árbitro(s): Stefano Cesare Aleksandar Petrovic | Árbitro(s): Stefano Cesare Aleksandar Petrovic |

| 08/12/2021 19:00 | Vc Maritza Plovdiv | 1 - 3                                  | Fenerbahçe Opet Estambul | Kolodruma Sport Hall, Plovdiv                      |                                                    |
|                  |                    | ( 14-25, 25-20, 23-25, 15-25 ) Reporte |                          | Árbitro(s): Andrii Kovalchuk Lucian-Vasile Nastase | Árbitro(s): Andrii Kovalchuk Lucian-Vasile Nastase |

| 21/12/2021 19:00 | Dinamo-Ak Bars Kazan | 3 - 0                           | Vc Maritza Plovdiv | Saint Petersburg, Kazan                  |                                          |
|                  |                      | ( 25-10, 25-21, 25-20 ) Reporte |                    | Árbitro(s): Jan Krticka Eldar Zulfugarov | Árbitro(s): Jan Krticka Eldar Zulfugarov |

| 23/12/2021 19:00 | Beziers Volley | 0 - 3                           | Fenerbahçe Opet Estambul | Narbonne Arena, Narbonne                  |                                           |
|                  |                | ( 24-26, 15-25, 22-25 ) Reporte |                          | Árbitro(s): Andrea Puecher Sanja Miklosic | Árbitro(s): Andrea Puecher Sanja Miklosic |

| 18/01/2022 20:00 | Beziers Volley | 0 - 3                           | Dinamo-Ak Bars Kazan | Narbonne Arena, Narbonne                          |                                                   |
|                  |                | ( 12-25, 17-25, 21-25 ) Reporte |                      | Árbitro(s): Marie-Catherine Boulanger Juraj Mokry | Árbitro(s): Marie-Catherine Boulanger Juraj Mokry |

| 19/01/2022 19:00 | Fenerbahçe Opet Estambul | 3 - 0                           | Vc Maritza Plovdiv | Burhan Felek Voleybol Salonu, Estambul |                                    |
|                  |                          | ( 25-22, 25-11, 25-14 ) Reporte |                    | Árbitro(s): László Adler Koen Luts     | Árbitro(s): László Adler Koen Luts |

| 01/02/2022 19:00 | Vc Maritza Plovdiv | 2 - 3                                         | Beziers Volley | Kolodruma Sport Hall, Plovdiv                   |                                                 |
|                  |                    | ( 27-29, 25-23, 17-25, 25-16, 12-15 ) Reporte |                | Árbitro(s): Alexandros Mylonakis Mirko Jankovic | Árbitro(s): Alexandros Mylonakis Mirko Jankovic |

| 11/02/2022 19:00 | Dinamo-Ak Bars Kazan | 0 - 3                           | Fenerbahçe Opet Estambul | Saint Petersburg, Kazan                               |                                                       |
|                  |                      | ( 20-25, 22-25, 19-25 ) Reporte |                          | Árbitro(s): Vladimir Simonovic Siarhei Vaitsiakhovich | Árbitro(s): Vladimir Simonovic Siarhei Vaitsiakhovich |

| 15/02/2022 19:00 | Vc Maritza Plovdiv | 0 - 3                           | Dinamo-Ak Bars Kazan | Kolodruma Sport Hall, Plovdiv              |                                            |
|                  |                    | ( 15-25, 19-25, 20-25 ) Reporte |                      | Árbitro(s): Salvis Kurtiss Atanas Varbanov | Árbitro(s): Salvis Kurtiss Atanas Varbanov |

| 15/02/2022 20:00 | Fenerbahçe Opet Estambul | 3 - 0                          | Beziers Volley | Burhan Felek Voleybol Salonu, Estambul           |                                                  |
|                  |                          | ( 25-8, 25-17, 25-19 ) Reporte |                | Árbitro(s): Alexandros Mylonakis Vlastimil Kovar | Árbitro(s): Alexandros Mylonakis Vlastimil Kovar |

#### Grupo E
| Pos. | Equipo                      | Pts | Partidos | Partidos | Partidos | Sets | Sets | Sets    | Puntos | Puntos | Puntos |
| Pos. | Equipo                      | Pts | PJ       | PG       | PP       | SG   | SP   | SR      | PG     | PP     | PR     |
| ---- | --------------------------- | --- | -------- | -------- | -------- | ---- | ---- | ------- | ------ | ------ | ------ |
| 1.º  | A. Carraro Imoco Conegliano | 18  | 6        | 6        | 0        | 18   | 0    | 100.000 | 452    | 256    | 1.766  |
| 2.º  | Grupa Azoty Chemik Police   | 12  | 6        | 4        | 2        | 12   | 7    | 1.714   | 432    | 368    | 1.174  |
| 3.º  | Zok UB                      | 6   | 6        | 2        | 4        | 7    | 12   | .583    | 381    | 441    | .864   |
| 4.º  | Fatum Nyiregyhaza           | 0   | 6        | 0        | 6        | 0    | 18   | .000    | 250    | 450    | .556   |

|  | Avanza a play-offs |

| 24/11/2021 18:00 | Grupa Azoty Chemik Police | 3 - 0                           | Fatum Nyiregyhaza | Netto Arena, Szczecin                   |                                         |
|                  |                           | ( 25-11, 25-13, 25-14 ) Reporte |                   | Árbitro(s): Milan Rajkovic Nurper Ozbar | Árbitro(s): Milan Rajkovic Nurper Ozbar |

| 24/11/2021 19:30 | A. Carraro Imoco Conegliano | 3 - 0                          | Zok Ub | Palaverde Villorba, Treviso                          |                                                      |
|                  |                             | ( 25-8, 27-25, 25-16 ) Reporte |        | Árbitro(s): Marie-Catherine Boulanger Igor Porvaznik | Árbitro(s): Marie-Catherine Boulanger Igor Porvaznik |

| 08/12/2021 18:00 | Zok Ub | 1 - 3                                  | Grupa Azoty Chemik Police | Sports Hall, Ub                                 |                                                 |
|                  |        | ( 20-25, 25-18, 20-25, 16-25 ) Reporte |                           | Árbitro(s): Konstantin Yovchev Evgeny Makshanov | Árbitro(s): Konstantin Yovchev Evgeny Makshanov |

| 09/12/2021 18:00 | Fatum Nyiregyhaza | 0 - 3                           | A. Carraro Imoco Conegliano | Continental Arena, Nyíregyháza                        |                                                       |
|                  |                   | ( 18-25, 13-25, 11-25 ) Reporte |                             | Árbitro(s): Ksenija Jurkovic Paul Catalin Szabo-Alexi | Árbitro(s): Ksenija Jurkovic Paul Catalin Szabo-Alexi |

| 22/12/2021 18:00 | Zok Ub | 3 - 0                           | Fatum Nyiregyhaza | Sports Hall, Ub                               |                                               |
|                  |        | ( 25-21, 25-20, 25-23 ) Reporte |                   | Árbitro(s): Ozan Cagi Sarikaya Milan Rajkovic | Árbitro(s): Ozan Cagi Sarikaya Milan Rajkovic |

| 23/12/2021 18:00 | Grupa Azoty Chemik Police | 0 - 3                           | A. Carraro Imoco Conegliano | Netto Arena, Szczecin                       |                                             |
|                  |                           | ( 21-25, 19-25, 11-25 ) Reporte |                             | Árbitro(s): Dobromir Dobrev Vlastimil Kovar | Árbitro(s): Dobromir Dobrev Vlastimil Kovar |

| 20/01/2022 18:00 | Grupa Azoty Chemik Police | 3 - 0                           | Zok Ub | Netto Arena, Szczecin                  |                                        |
|                  |                           | ( 25-17, 25-19, 25-14 ) Reporte |        | Árbitro(s): Tudor Pop Vladimir Oleynik | Árbitro(s): Tudor Pop Vladimir Oleynik |

| 26/01/2022 20:30 | A. Carraro Imoco Conegliano | 3 - 0                                                     | Fatum Nyiregyhaza | Palaverde Villorba, Treviso                        |                                                    |
|                  |                             | ( artido cancelado por restricciones de COVID-1 ) Reporte |                   | Árbitro(s): David Fernandez Fuentes Salvis Kurtiss | Árbitro(s): David Fernandez Fuentes Salvis Kurtiss |

| 02/02/2022 18:00 | Zok Ub | 0 - 3                           | A. Carraro Imoco Conegliano | Sports Hall, Ub                               |                                               |
|                  |        | ( 16-25, 22-25, 13-25 ) Reporte |                             | Árbitro(s): Olivier Guillet Alexey Pashkevich | Árbitro(s): Olivier Guillet Alexey Pashkevich |

| 03/02/2022 18:00 | Fatum Nyiregyhaza | 0 - 3                           | Grupa Azoty Chemik Police | Continental Arena, Nyíregyháza          |                                         |
|                  |                   | ( 18-25, 18-25, 13-25 ) Reporte |                           | Árbitro(s): Chantal Kaiser Erdal Akinci | Árbitro(s): Chantal Kaiser Erdal Akinci |

| 15/02/2022 18:00 | Fatum Nyiregyhaza | 0 - 3                           | Zok Ub | Continental Arena, Nyíregyháza               |                                              |
|                  |                   | ( 19-25, 21-25, 17-25 ) Reporte |        | Árbitro(s): Aleksandar Vinaliev Roy Bensimon | Árbitro(s): Aleksandar Vinaliev Roy Bensimon |

| 15/02/2022 19:30 | A. Carraro Imoco Conegliano | 3 - 0                           | Grupa Azoty Chemik Police | Palaverde Villorba, Treviso                 |                                             |
|                  |                             | ( 25-19, 25-22, 25-22 ) Reporte |                           | Árbitro(s): Christophe Lecourt Blaz Markelj | Árbitro(s): Christophe Lecourt Blaz Markelj |

#### Mejores segundos
| Pos. | Equipo                    | Pts | Partidos | Partidos | Partidos | Sets | Sets | Sets  | Puntos | Puntos | Puntos |
| Pos. | Equipo                    | Pts | PJ       | PG       | PP       | SG   | SP   | SR    | PG     | PP     | PR     |
| ---- | ------------------------- | --- | -------- | -------- | -------- | ---- | ---- | ----- | ------ | ------ | ------ |
| 1.º  | Lokomotiv Kaliningrad     | 13  | 6        | 4        | 2        | 15   | 7    | 2.143 | 515    | 472    | 1.091  |
| 2.º  | Dinamo-AK Bars Kazan      | 13  | 6        | 4        | 2        | 14   | 7    | 2.000 | 478    | 415    | 1.152  |
| 3.º  | Vero Volley               | 12  | 6        | 4        | 2        | 14   | 6    | 2.333 | 456    | 408    | 1.118  |
| 4.º  | Igor Gorgonzola Novara    | 12  | 6        | 4        | 2        | 13   | 6    | 2.167 | 449    | 392    | 1.145  |
| 5.º  | Grupa Azoty Chemik Police | 12  | 6        | 4        | 2        | 12   | 7    | 1.714 | 432    | 368    | 1.174  |

|  | Avanza a play-offs |

### Play offs
|  | Cuartos de final          | Cuartos de final | Cuartos de final |   |           | Semifinal | Semifinal | Semifinal | Semifinal |  |                  | Final | Final |  |
|  |                           |                  |                  |   |           |           |           |           |           |  |                  |       |       |  |
|  |                           |                  |                  |   |           |           |           |           |           |  |                  |       |       |  |
|  | Dinamo-AK Bars Kazan      |                  |                  |   |           |           |           |           |           |  |                  |       |       |  |
|  |                           |                  |                  |   |           |           |           |           |           |  |                  |       |       |  |
|  | Dinamo Moscú              |                  |                  |   |           |           |           |           |           |  |                  |       |       |  |
|  |                           |                  |                  |   |           |           |           |           |           |  |                  |       |       |  |
|  |                           |                  |                  |   |           |           |           |           |           |  |                  |       |       |  |
|  |                           |                  | Imoco Conegliano |   |           |           |           |           |           |  |                  |       |       |  |
|  | Vero Volley Monza         | 0                | 0                |   |           |           |           |           |           |  |                  |       |       |  |
|  | Vero Volley Monza         | 0                | 0                |   |           |           |           |           |           |  |                  |       |       |  |
|  | Imoco Conegliano          | 3                | 3                |   |           |           |           |           |           |  |                  |       |       |  |
|  | Imoco Conegliano          | 3                | 3                |   |           |           |           |           |           |  | Imoco Conegliano | 1     |       |  |
|  |                           |                  |                  |   |           |           |           |           |           |  | Imoco Conegliano | 1     |       |  |
|  |                           |                  | VakifBank        | 3 |           |           |           |           |           |  |                  |       |       |  |
|  | Developres SkyRes Rzeszów | 3                | VakifBank        | 3 | 1         |           |           |           |           |  |                  |       |       |  |
|  | Developres SkyRes Rzeszów | 3                |                  |   |           |           |           |           |           |  |                  |       |       |  |
|  | VakifBank                 | 2                | 3                |   |           |           |           |           |           |  |                  |       |       |  |
|  | VakifBank                 | 2                | 3                |   | VakifBank | 3         | 0         | 15        |           |  |                  |       |       |  |
|  |                           |                  |                  |   | VakifBank | 3         | 0         | 15        |           |  |                  |       |       |  |
|  |                           |                  | Fenerbahçe       | 1 | 3         | 11        |           |           |           |  |                  |       |       |  |
|  | Lokomotiv Kaliningrad     |                  | Fenerbahçe       | 1 | 3         | 11        |           |           |           |  |                  |       |       |  |
|  |                           |                  |                  |   |           |           |           |           |           |  |                  |       |       |  |
|  | Fenerbahçe                |                  |                  |   |           |           |           |           |           |  |                  |       |       |  |
|  |                           |                  |                  |   |           |           |           |           |           |  |                  |       |       |  |
|  |                           |                  |                  |   |           |           |           |           |           |  |                  |       |       |  |

### Resultados

#### Cuartos de final
Todos los horarios son expresados en hora local.
| 08/03/2022 18:00 | Developres Rzeszów | 3 - 2                                         | VakifBank | RCWS Podpromie Rzeszów, Rzeszów                       |                                                       |
|                  |                    | ( 13-25, 29-27, 19-25, 29-27, 15-13 ) Reporte |           | Árbitro(s): Marie-Catherine Boulanger Dobromir Dobrev | Árbitro(s): Marie-Catherine Boulanger Dobromir Dobrev |

| 09/03/2022 20:30 | Vero Volley Monza | 0 - 3                           | A. Carraro Imoco Conegliano | Arena Di Monza, Monza                     |                                           |
|                  |                   | ( 21-25, 21-25, 19-25 ) Reporte |                             | Árbitro(s): Stefano Cesare Andrea Puecher | Árbitro(s): Stefano Cesare Andrea Puecher |

| 16/03/2022 18:00 | VakifBank | 3 - 1                                  | Developres Rzeszów | Vakifbank Spor Sarayi, Estambul      |                                      |
|                  |           | ( 25-15, 25-19, 23-25, 25-23 ) Reporte |                    | Árbitro(s): Kenneth Aro Sabine Witte | Árbitro(s): Kenneth Aro Sabine Witte |

| 17/03/2022 20:30 | A. Carraro Imoco Conegliano | 3 - 1                                  | Vero Volley Monza | Palaverde Villorba, Treviso           |                                       |
|                  |                             | ( 25-19, 22-25, 25-16, 25-17 ) Reporte |                   | Árbitro(s): Simone Santi Ilaria Vagni | Árbitro(s): Simone Santi Ilaria Vagni |

#### Semifinales
| 31/03/2022 19:00 | VakifBank | 3 - 1                                  | Fenerbahçe Opet | Vakifbank Spor Sarayi, Estambul               |                                               |
|                  |           | ( 25-21, 25-20, 22-25, 25-18 ) Reporte |                 | Árbitro(s): Igor Porvaznik Ozan Cagi Sarikaya | Árbitro(s): Igor Porvaznik Ozan Cagi Sarikaya |

| 06/04/2022 19:00 | Fenerbahçe Opet | 3 - 0                                               | VakifBank | Burhan Felek Voleybol Salonu, Estambul      |                                             |
|                  |                 | ( 25-14, 25-20, 28-26, 11-15 (Golden set) ) Reporte |           | Árbitro(s): Vladimir Simonovic Erdal Akinci | Árbitro(s): Vladimir Simonovic Erdal Akinci |

#### Final
| 22/05/2022 18:00 | A. Carraro Imoco Conegliano | 1 - 3                                  | VakifBank | Dvorana Center Stozice, Ljubljana     |                                       |
|                  |                             | ( 22-25, 21-25, 25-23, 21-25 ) Reporte |           | Árbitro(s): Ivaylo Ivanov Jan Krticka | Árbitro(s): Ivaylo Ivanov Jan Krticka |

| Campeón Vakıfbank S.K. 5° título |